# Corymica specularia
Corymica specularia är en fjärilsart som beskrevs av Rothschild 1915. Corymica specularia ingår i släktet Corymica och familjen mätare. Inga underarter finns listade i Catalogue of Life.